# Longqing
Keizer Longqing (4 maart 1537 – 5 juli 1572) was de 12e keizer van de Chinese Mingdynastie tussen 1567 en 1572. Geboren als Zhu Zaihou was hij de zoon van keizer Jiajing.